# Eran Kolirin
Pour les articles homonymes, voir Kolirin.
Eran Kolirin (en hébreu ערן קולירין) est un scénariste et réalisateur israélien, né le 4 novembre 1973 à Holon.
Il s'est fait connaitre en France avec le film La Visite de la fanfare.

## Biographie
Eran Kolirin est né le 4 novembre 1973 à Holon, en Israël.
Sa première réalisation pour le cinéma, La Visite de la fanfare, est présentée au Festival de Cannes en 2007 dans la section Un certain regard. Le film est récompensé à cette occasion par le prix Coup de cœur du jury,.
Son troisième film, Beyond the Mountains and Hills, fait l'ouverture du Festival juif de Bruxelles en mars 2017.

## Filmographie

### En tant que réalisateur

#### Cinéma
- 2007 : La Visite de la fanfare (Bikur Ha-Tizmoret)
- 2008 : The Exchange (Hahithalfut)
- 2016 : Beyond the Mountains and Hills (Me'Ever Laharim Vehagvaot)
- 2021 : Et il y eut un matin

#### Télévision
- 2001 : Shabatot VeHagim (10 épisodes)
- 2004 : Hamasa Ha'aroch

### En tant que scénariste

#### Cinéma
- 1999 : Tzur Hadassim
- 2007 : La Visite de la fanfare (Bikur Ha-Tizmoret)
- 2008 : The Exchange (Hahithalfut)
- 2016 : Beyond the Mountains and Hills (Me'Ever Laharim Vehagvaot)

#### Télévision
- 2003 : Meorav Yerushalmi
- 1999 à 2004 : Shabatot VeHagim (23 épisodes)
- 2004 : Hamasa Ha'aroch
- 2005 : BeTipul (2 épisodes)
- 2008 : En analyse (1 épisode)